# Polietilenoglicol
O polietilenoglicol é o polímero derivado do petróleo a partir do etileno glicol também chamado na sua forma abreviada PEG. Apesar de o monómero etilenoglicol ser tóxico e sua ingestão ser considerada uma emergência médica, o polímero PEG não é tóxico e possui importância na Farmácia, sobretudo nos dias atuais, para os mais novos sistemas de liberação controlada de Fármacos. Preparações baseadas em PEG são também muito utilizadas como laxantes.
1. ↑  J. KAHOVEC, R. B. FOX and K. HATADA;  “Nomenclature of regular single-strand organic polymers (IUPAC Recommendations 2002)”;  Pure and Applied Chemistry;  IUPAC;  2002;  74 (10): pp. 1921–1956.
2. ↑  CAS Common Chemistry Poly(oxy-1,2-ethanediyl), α-hydro-ω-hydroxy-
3. ↑  Registo de Polyethylenglycol (200–600 Monomere) na Base de Dados de Substâncias GESTIS do IFA.
4. ↑  Registo de Polyethylenglycol (>600 Monomere) na Base de Dados de Substâncias GESTIS do IFA.
5. ↑  Boechat Gomes, Patrícia (Junho 2011). «Polietilenoglicol na constipação intestinal crônica funcional em crianças». Revista Paulista de Pediatria. Consultado em 24 de setembro de 2021